# Lip & Hip
«Lip & Hip» — (с англ. — «Губы & Бёдра») песня южнокорейской певицы и рэпера Хёны. Он был выпущен как цифровой сингл Cube Entertainment 4 декабря 2017 года и распространен LOEN Entertainment.

## Предпосылки и релиз
21 ноября Cube Entertainment сообщил, что певица выпустит новую песню 4 декабря, добавив, что выступления музыкальных программ все ещё обсуждаются. 27 ноября певица провела трансляцию через V Live, и сказала что была благодарна своим поклонникам на её 10-летие с момента дебюта. Она также сказала, что музыкальный стиль и мода будут отличаться от её песни «Babe», выпущенной за несколько месяцев до этого. Через несколько дней были выпущены рекламные фотографии, озаглавив песню Как «ThanX Single». 29 ноября сообщалось, что певица примет участие на премии Melon Music Awards и что она будет исполнять свою новую песню за два дня до официального релиза.
Песня была выпущена через несколько музыкальных порталов 4 декабря 2017 года, в том числе MelOn в Южной Корее и iTunes по всему миру.

## Композиция
Песня был написан Хёной, Скоттом, Big Sancho и Сон Ен Чжин, и спродюсирован в двумя последними. Он был описан Billboard как танцевальный трек, в котором присутствуют известные EDM и хип-хоп биты, «чтобы передать рэп-тон, в то время как хор звучит как хлопающий удар под пение Хёны».

## Музыкальное видео
Музыкальный тизер клипа был выпущен 1 декабря. Официальное музыкальное видео было выпущено вместе с песней 4 декабря. Он был описан Billboard как «один из самых страсных клипов K-pop в течение некоторого времени, поскольку певица берет на себя ответственность за женскую страсть через тонкий рассказ о достижении совершеннолетия».

## Промоушен
Премьера песни состоялась в 2017 году на премии Melon Music Awards 2 декабря 2017 года, за два дня до официального релиза.
Промоушен на музыкальных шоу стартовали на Music Bank 8 декабря. Это продолжалось до Show Music Core 9 декабря и Inkigayo 10 декабря.

## Коммерческий успех
«Lip & Hip» дебютировал и достиг пика на 16-м месте в цифровом чарте Gaon, с 61,108 проданными загрузками и 1,483,409 потоками. На второй неделе песня упала до номера 42 с 32 821 проданными загрузками и 1 435 211 потоками. Он также дебютировал и достиг 35-го места в Billboard Korea’s Kpop Hot 100. На своей второй неделе песня упала до номера 36. Песня размещена под номером 44 за декабрь 2017 года.
Физическая копия сингла, дебютировала и достигла 14-го места в альбомном чарте Gaon. Он разместился под номером 44 за декабрь 2017 года, с 3000 проданных копий.

## Трек-лист
| №                   | Название            | Текст песни                                      | Музыка                            | Arrangement                       | Длительность |
| ------------------- | ------------------- | ------------------------------------------------ | --------------------------------- | --------------------------------- | ------------ |
| 1.                  | «Lip & Hip»         | Big Sancho Son Young-jin ( MosPick ) Hyuna Scott | Big Sancho Son Young-jin(MosPick) | Big Sancho Son Young-jin(MosPick) | 3:29         |
| 2.                  | «Lip & Hip» (Inst.) |                                                  | Big Sancho Son Young-jin(MosPick) | Big Sancho Son Young-jin(MosPick) | 3:29         |
| Общая длительность: | Общая длительность: | Общая длительность:                              | Общая длительность:               | Общая длительность:               | 6:58         |

## Чарты
| Чарты (2017)                           | Высшая позиция |
| -------------------------------------- | -------------- |
| South Korea (Gaon)                     | 16             |
| South Korea (Billboard Korea)          | 35             |
| South Korea (Gaon Social Chart)        | 2              |
| China (Chinese Music Charts)           | 1              |
| United States (US World Digital Chart) | 4              |
| South Korea (Kpop Hot 100)             | 10             |